# Лиса Гора (Харків)
Лиса Гора — місцевість Харкова в адміністративному Холодногірському районі. Розташована на північному заході міста, на північ від місцевості Холодна Гора. Розділяє дві гори Савчин Яр, по якому проходить вулиця Олега Овсеєнка. Від Іванівки на сході Лиса Гора відокремлена лінією Південної залізниці (колишньої Курсько-Харківсько-Азовської), локомотивним депо Харків-Головне (кол. «Жовтень») та станцією Харків-Сортувальний. На півдні Лиса Гора межує з місцевістю Гиївка. На заході від неї розташований ліс. Північніше Лисої Гори розташовані місцевості Нахалівка і далі Сортувалка.

## Історія Лисої Гори

### XIX століття
Назва «Лиса Гора» утворилася тому, що ліс, що перш покривав її, в 1820-х роках було продано місцевою поміщицею на потреби будівництва дзвіниці Успенського собору. Вирубаний ліс йшов на виготовлення будівельного риштування, а непридатний як «ділова деревина» вживався для випалу цегли, яку виготовляли тут же на цегельному заводі (в Савчиному Яру). У результаті вирубки гора повністю «облисіла»; нічим не стримувана весняна («гірська», як тоді її називали) вода почала регулярно затоплювати підгірні села — Іванівку та Панасівку. Повені припинилися лише після проведення дренажних робіт при прокладанні залізничного полотна в 1860 — 1870 роках.
Східний схил гори почав заселятися приблизно з 1840-х років представниками харківської бідноти, яка була не в змозі підтримувати зовнішній вигляд своїх жител у вигляді, відповідному губернському центру. Пізніше, в 1870 — 1890 роках, забудова Лисої Гори здійснювалася інтенсивніше: у зв'язку з пуском Курсько-Харківської залізниці там стали селитися залізничні службовці та робітники депо, паротягоремонтних майстерень та з'являються заводи (пивоварний, керамічний тощо). Наприкінці 1880-х на Лисій Горі з'являється цвинтар (існує й понині). Пізніше, в 1898–1912 роках, по вулиці Курилівській, що йде на північ від Кузинського мосту, була побудована православна церква в ім'я Казанської ікони Божої матері, що діє і зараз.

### Початок XX століття
У 1901 році на Лисій Горі відкрито перший в Харкові дитячий садок для дітей робітників та бідноти на 100 дітей.

### Радянські роки
У довоєнні роки нижче кладовища влаштували нафтобазу. У 1920-ті роки на вершині Лисої Гори було побудовано «соціалістичне» селище «Новий Побут» (він же «Червоний Жовтень») з типовими малоповерховими будівлями для залізничних робітників (проєкт арх. Ф. Мазуленко, 1925 рік). Вулиці Новий Побут, Прогрес, Осетинська та Єлізарова (нині Холодногірська), радіально розходяться від центру селища. На цьому перехресті розташована кінцева зупинка тролейбусу № 27. Поруч розташований сквер Добродецького, заснований у 2011 році.
У роки Голодомору (1932–1933) на околицях вулиці Прогрес ховали померлих від голоду людей, підібраних на вулицях міста.
До однієї з основних «визначних» пам'яток району відносять «Алею Злодійської Слави» на 8-му кладовищі (наприкінці вулиці Добродецького).

#### Лисогірські вулиці, перейменовані в Радянські роки
- Ленінградська — кол. Курилівська (назву повернули)
- Кубасова — кол. Андріївська (назву повернули)
- Революції 1905 року — кол. Кузинська (назву повернули)
- Прикордонна — кол. Гвоздиківській